# Медина, Марио
Марио Медина Рохас (исп. Mario Medina Rojas; род. 2 сентября 1952, Мехико) — мексиканский футболист, полузащитник.

## Карьера

### Клубная карьера
Во взрослом футболе дебютировал в 1972 году в составе клуба «Толука», в котором отыграл девять сезонов. В сезоне 1974/75 вместе с командой стал чемпионом Мексики.
В 1981 году перешёл в клуб «Крус Асуль», где провёл один сезон. Завершил карьеру футболиста в 1983 году в составе клуба «Монтеррей», за который выступал с 1982 года.

### Карьера в сборной
В 1975 году дебютировал в официальных матчах в составе национальной сборной Мексики. В 1978 году Медина был в составе сборной на чемпионате мира в Аргентине, но на поле не выходил.
Всего в течение карьеры в сборной, провел в её составе 18 матчей, забив 2 гола.

## Достижения
«Толука»
- Чемпион Мексики (1): 1974/75